# DTL
DTL (скраћеница од енгл. Diode-Transistor Logic) што значи „диода-транзистор логика“, је технолошка генерација логичких врата, створена 50-их година 20. вијека.
DTL је друга генерација транзисторских логичких врата кориштена у дигиталној логици, каснија генерација је била TTL.
Ова технологија је кориштена у неким рачунарима 50-их и 60-их година 20. вијека.

## Рад
У НИ колу на слици, кад су оба улаза (катоде диода) у стању логичке јединице, струја не пролази кроз њих већ кроз базу транзистора. То онда узрокује колекторску струју и излазни напон пада на логичку нулу.
Треба примијетити да у сваком другом случају, струја пролази кроз диоду (или обје диоде) и нема струје базе, дакле имамо логичку јединицу на излазу.
Ово је дакле НИ коло (енгл. NAND).

## Предности и недостаци
Предност је повећани „фен-ин“ (број улаза логичког кола) у односу на RTL.
Недостатак технологије је био приличан утрошак струје у стању логичке нуле (транзистор у засићењу).

## Побољшања
Разне методе су кориштене да се убрза рад у DTL колима. Неке од тих су еволуирале у TTL.

## Употреба
Рачунар IBM 1401 је користио DTL логику.